# 桃仙機場駅
桃仙機場駅（とうせんきじょうえき、中文表記: 桃仙机场站、英文表記: Taoxianjichang Station）は、中華人民共和国遼寧省瀋陽市渾南区に位置する瀋陽地下鉄2号線の駅である。瀋陽桃仙国際空港第3ターミナルに近接している。
かつては瀋陽有軌電車2号線と6号線も当駅に乗り入れていましたが、6号線は2020年に、2号線は2024年10月28日にそれぞれ運行を終了しました。

## 歴史

### 瀋陽有軌電車
- 2013年8月31日：2号線の駅として開業。
- 2019年1月5日：6号線の駅として開業。
- 2020年：6号線の駅が廃止されました。
- 2024年10月28日：2号線の駅が廃止されました、路面電車システムの運行を終了しました。

### 瀋陽地下鉄
- 2023年9月29日：開業[1]。

## 駅構造
相対式ホーム2面2線の地下駅。

### のりば
案内上ののりば番号は設定されていない。
| 番線 | 路線    | 行先                                    |
| ---- | ------- | --------------------------------------- |
|      | ■ 2号線 | 瀋陽市街 青年大街・瀋陽北駅・蒲田路方面 |
|      | ■ 2号線 | 降車ホーム                              |

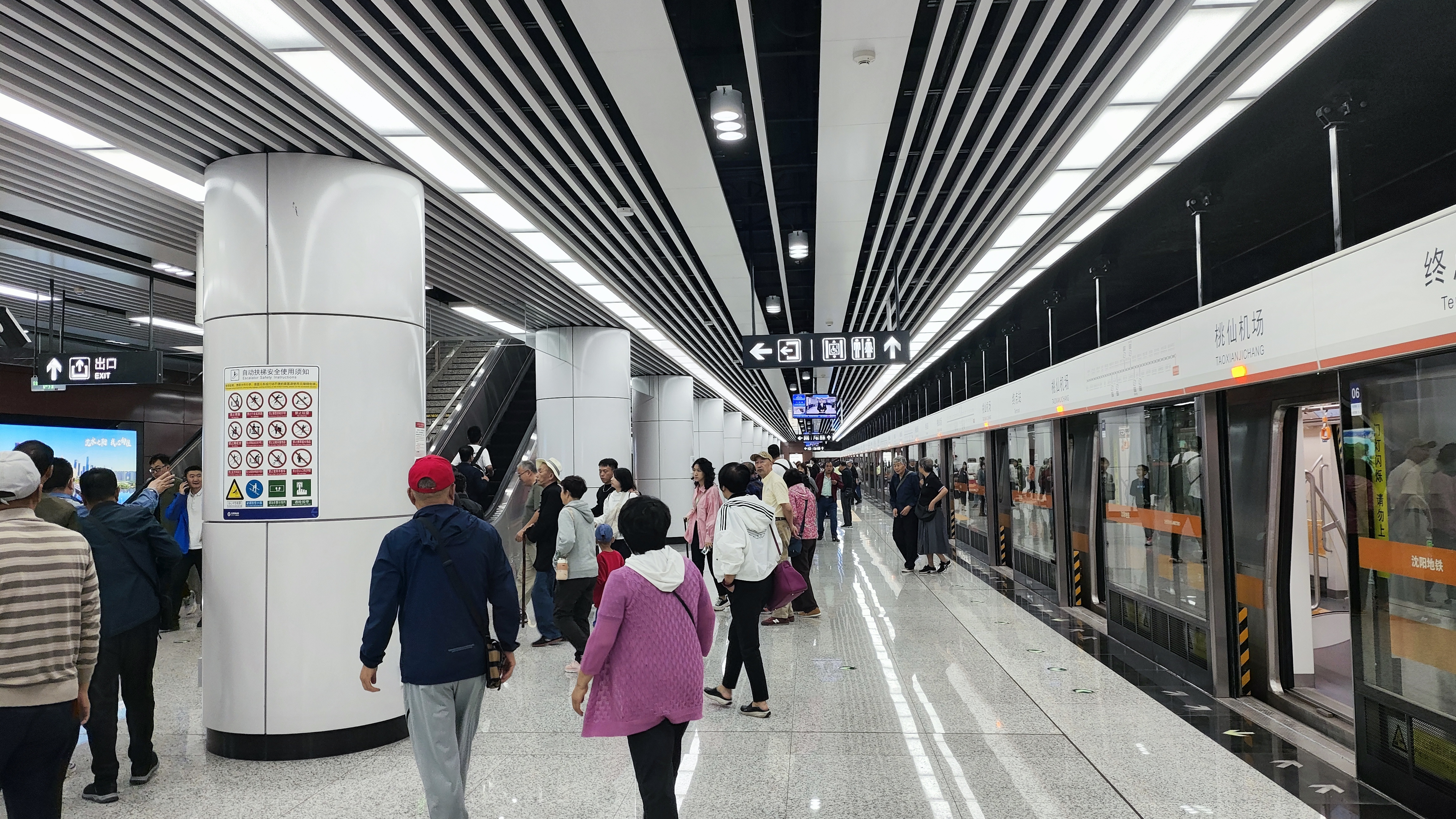
降車ホーム
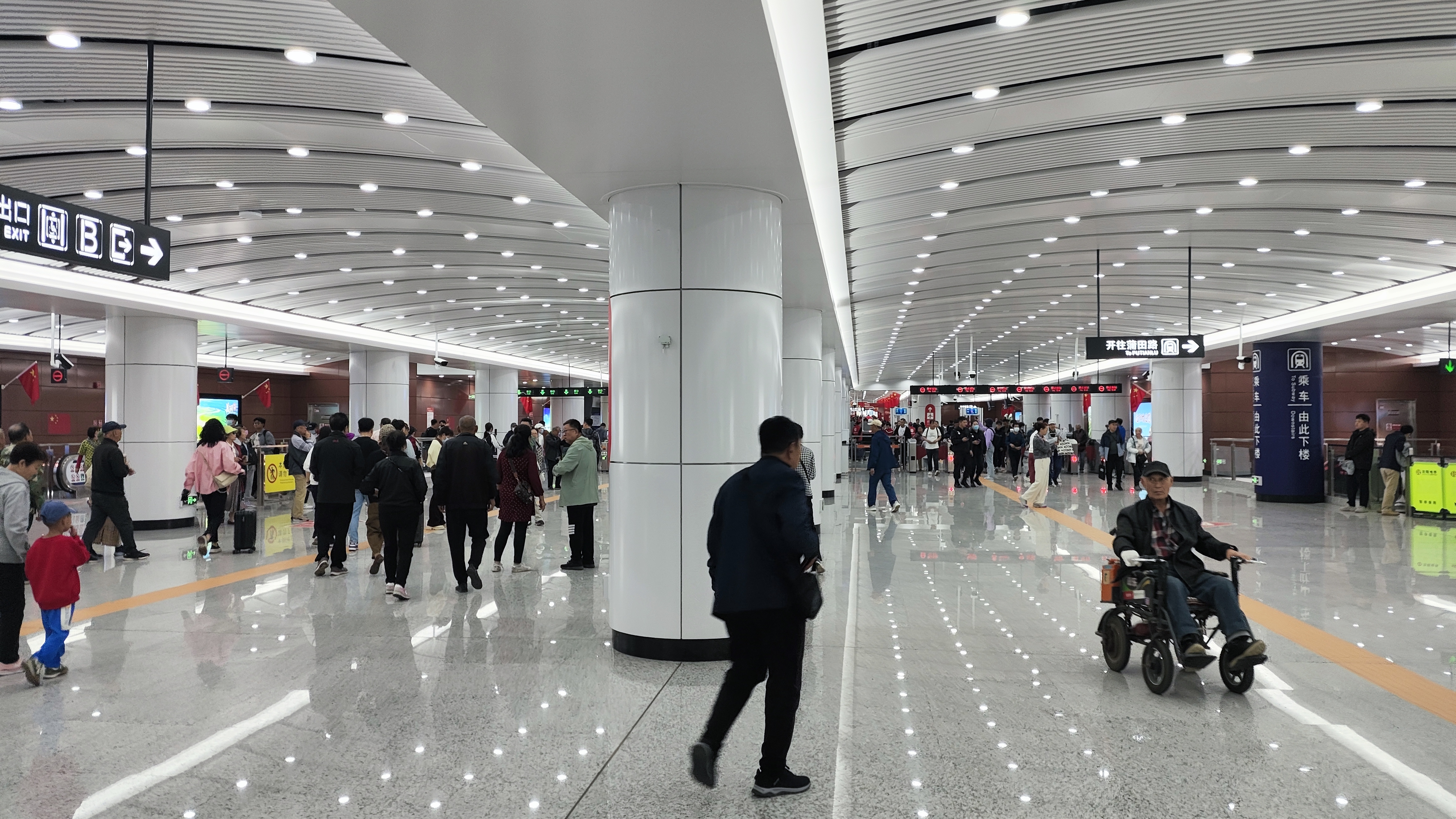
コンコース

## 駅周辺
- 瀋陽桃仙国際空港 - 第3ターミナル付近に乗り入れている。

## 隣の駅
瀋陽地下鉄
■ 2号線
綜合保税区駅 - 桃仙機場駅